# ラチェット&クランクシリーズ
『ラチェット&クランク』（Ratchet & Clank）シリーズは、ソニー・コンピュータエンタテインメント（現：ソニー・インタラクティブエンタテインメント）が発売しているアクションゲームシリーズである。主人公「ラチェット」とその相棒「クランク」が、銀河の平和を守るためにさまざまな冒険に挑戦していく物語が描かれる。
インソムニアックゲームズ社がサーニーゲームズ社・ノーティドッグ社の協力を得て開発し、2002年に第1作が全世界で発売。日本では、この第1作がPS2本体に同梱された「アクションパック」も発売された。

## ゲーム概要
2作目以降には武器ガラメカをアップグレード（強化）出来るRPG要素が存在する。また、北米版の3作目以降の一部の作品にはオンライン対戦も盛り込まれたが、日本語版ではオンラインモードは削除されている。その代わり、複数のコントローラーを使うことによって対戦ができるようになっている。
4作目『ラチェット&クランク4th ギリギリ銀河のギガバトル』（Ratchet: Deadlocked）では、クランクといっしょに行動することがなくなったり（クランクはヘルプ音声でのサポート役）、変身シーンが入るなどのリニューアルが図られている。
2007年に発売されたシリーズ6作目『ラチェット&クランク FUTURE』で、それまで邦題に付けられていたタイトルのナンバリングが廃止された（それ以降に発売された作品では唯一『ラチェット&クランク FUTURE2』だけ日本語版がナンバリングされている）。
2013年にシリーズ10周年を記念した『ラチェット&クランク 銀河戦隊Qフォース』が発売された。『FUTURE』とはまた別の新しいシリーズになった。同年に『FUTURE』シリーズの続編となる『ラチェット＆クランク INTO THE NEXUS』が発売された。
2016年には1作目のリブート版『ラチェット&クランク THE GAME』とそれをベースにしたアニメーション映画『ラチェット&クランク THE MOVIE』が制作された。日本では2016年8月9日にリリースされ、映画は劇場公開せずにゲームソフトとの同梱版で発売された。
2017年3月30日にラチェット&クランクのLINEスタンプが販売された。
2021年に『ラチェット＆クランク INTO THE NEXUS』の続編となる『ラチェット&クランク パラレル・トラブル』が全世界で発売された。

## シリーズ作品
| 発売年 | タイトル                                                  | プラットフォーム      | 備考                                                           |
| ------ | --------------------------------------------------------- | --------------------- | -------------------------------------------------------------- |
| 2002   | ラチェット&クランク                                       | PlayStation 2         |                                                                |
| 2003   | ラチェット&クランク2 ガガガ!銀河のコマンドーっす          | PlayStation 2         |                                                                |
| 2004   | ラチェット&クランク3 突撃!ガラクチック★レンジャーズ       | PlayStation 2         |                                                                |
| 2005   | ラチェット&クランク4th ギリギリ銀河のギガバトル           | PlayStation 2         |                                                                |
| 2007   | ラチェット&クランク5 激突!ドデカ銀河のミリミリ軍団        | PlayStation 2 PSP     |                                                                |
| 2007   | ラチェット&クランク FUTURE                                | PlayStation 3         | 今作品以降のナンバリングを廃止。                               |
| 2008   | ラチェット&クランク FUTURE外伝 海賊ダークウォーターの秘宝 | PlayStation 3         |                                                                |
| 2008   | クランク&ラチェット マル秘ミッション☆イグニッション!      | PSP                   | スピンオフ作品。主人公はラチェットではなくクランク。           |
| 2009   | ラチェット&クランク FUTURE2                               | PlayStation 3         |                                                                |
| 2011   | ラチェット&クランク オールフォーワン                      | PlayStation 3         |                                                                |
| 2013   | ラチェット&クランク 銀河戦隊Qフォース                     | PlayStation 3 PS Vita |                                                                |
| 2013   | ラチェット&クランク INTO THE NEXUS                        | PlayStation 3         |                                                                |
| 2016   | ラチェット&クランク THE GAME                              | PlayStation 4         | 『ラチェット&クランク THE GAME』との同梱版で2016年8月9日発売。 |
| 2016   | ラチェット&クランク THE MOVIE                             | PlayStation 4         | 『ラチェット&クランク THE GAME』との同梱版で2016年8月9日発売。 |
| 2021   | ラチェット&クランク パラレル・トラブル                    | PlayStation 5 PC      | PS5版は6月11日発売、PC版は2023年7月26日発売。                  |

詳細は各ページを参照。

## HDリマスター作品
- 『ラチェット＆クランク HD』（PS3、2012年9月6日）
- 『ラチェット＆クランク2 HD ガガガ!銀河のコマンドーっす』（PS3、2012年9月6日発売）
- 『ラチェット＆クランク3 HD 突撃!ガラクチック★レンジャーズ』（PS3、2012年9月6日発売）
- 『ラチェット＆クランク1・2・3 銀河★最強ゴージャスパック』（PS3、2012年9月6日発売）

## ラチェット&クランク FUTURE外伝 海賊ダークウォーターの秘宝
『ラチェット&クランク FUTURE』の続編。2008年8月21日からPlayStation Storeで配信されている。

### 特徴
『ラチェット&クランク FUTURE』の続編として発売されたため、ストーリーや登場人物が共通している。このように過去の作品の直接の続編という形で制作されたのは初めてのこと。またPlayStation Storeのみのオンライン限定販売もシリーズ初。
また以前の作品全てのゲームシステムが「いくつもの惑星をスペースシップで巡る」ことだったのに対し、本作では「惑星メルデグロの各地方を船で航海して巡る」ことになっている。

### ストーリー
『ラチェット&クランク FUTURE』の戦いでラチェットとクランクはタキオンを倒すことに成功したが、その後クランクはゾニーによって連れ去られてしまった。ゾニーの手がかりをつかむためには、海賊ダークウォーターに会う必要があるという。ラチェットはさらわれた相棒クランクを探すため、ダークウォーターがいるという惑星メルデグロへ行く。

### キャラクター
ラチェット（声：津村まこと）
伝説の種族「ロンバックス」の最後の生き残り。今作では、謎の種族ゾニーにさらわれたクランクを連れ戻すべく、ゾニーの手がかりを知る海賊ダークウォーターを求めて冒険する。
クランク（声：大川透）
前作のラストでゾニーにさらわれてしまったラチェットの相棒。
タルウィン・アポジー（声：黒河奈美）
探検家である父を捜している少女トレジャーハンター。男勝りだが、ラチェットに同行して戦ってくれる頼もしい仲間。
ラスティ・ピート（声：奈良徹）
宇宙海賊団の参謀。酔っ払いのような口調で話す。ラチェットとは敵同士のはずだが、何かとラチェットに協力を求めてくる。
スラッグ船長（声：宝亀克寿）
前作でラチェットの前に倒された宇宙海賊団の船長。体はバラバラになったが頭だけは回収され、ラスティ・ピートに保管されている。
ダークウォーター（声：浦山迅）
ゾニーの手がかりを知っていると言われる海賊。すでに死んだともいわれている。
スマッグラー（声：白熊寛嗣）
密輸入業者。前作同様ラチェットの冒険のヒントとなることを教えてくれるほか、ガラメカの販売も行っている。終盤はラチェットに同行する。
パロット（声：佐藤せつじ）
スマッグラーの肩に乗っているオウム。口の悪さは相変わらず。
ゾニー（声：奥田啓人）
クランクを誘拐していった謎の種族。
ネファリウス（声：山野史人）
第3作でも登場した悪のロボット科学者。

## クランク&ラチェット マル秘ミッション☆イグニッション!
クランクを主役にしたPlayStation Portable用ゲーム。クランクのスパイ活動がメインとなっており、ステルスアクションの要素が強い。
北米では2009年5月26日にPS2版も発売されたが、日本ではPSP版が発売されている。
ストーリーは『ラチェット&クランク5』と『ラチェット&クランク FUTURE』の間に起こった出来事とされている。

### ストーリー
銀河最大の宝石と言われる「無限の瞳（アイ・オブ・インフィニティ）」が盗まれる恐れがあるとの情報を得たエージェント・クランクは、「無限の瞳」を守るために美術館に潜入する。ところがクランクがそこで遭遇したのは、「無限の瞳」の強奪者として現行犯逮捕された親友ラチェットだった。ラチェットの無実を証明し、「無限の瞳」を見つけだすべく、クランクは動き出した。

### キャラクター
クランク（声：大川透）
今作の主人公。親友ラチェットを救うため、「無限の瞳」の探索に乗り出す。
ラチェット（声：津村まこと）
何者かの罠にはまり、「無限の瞳」の強奪者に仕立て上げられ、刑務所に入れられてしまう。
クォーク（声：乃村健次）
おなじみの邪魔者。今作ではクランクによる攻略の跡を自分が闘った歴史だとでっち上げ、実演して伝記を創るが、ラチェットを助けるため活躍する。
ガジェボット
クランクがピンチの時に活躍する特殊任務用ミニロボット。
キュートボッ（声：田中敦子）
クランクの女性オペレーター。
キングピン

よろずやジャック
キングピンに仕えているが、クランクを足止めするも隙を衝かれて敗れ、クォークには伝記の敵役に仕立て上げられ、ありもしない攻撃技をでっち上げられてしまう。
クロンク
『ラチェット&クランク3』『ラチェット&クランク5』で登場したクランクの偽物で今作の敵。

## ラチェット&クランク オールフォーワン

### 特徴
シリーズ初オンラインとオフライン4人協力プレイに対応しており、1人の時はBOTが付く。ラチェット、クランク、クォーク、ネファリウスが使用できる。

### ストーリー
ヒーローを引退しようと考えていたラチェットとクランクの前に再び姿を現したドクター・ネファリウスのせいで未知の惑星「マグナス」に拉致され、またしても銀河の命運をかけた事件に巻き込まれてしまう。

### キャラクター
ラチェット（声：津村まこと）
伝説の種族「ロンバックス」の最後の生き残り。今作では、ヒーローを引退しようと考えていた矢先に事件に巻き込まれてしまう。
クランク（声：大川透）
同じくヒーローを引退しようと考えていたラチェットの相棒。今作ではプレイヤーとして冒険に同伴する。
キャプテン・コペリニクス・クォーク（声 - 乃村健次）
シリーズではおなじみのヒーロー（?）。今作では銀河大統領に就任していたが、ネファリウスに騙されたことで事件に巻き込まれ、プレイヤーとして冒険に同伴する。
ドクター・ネファリウス（声 - 山野史人）
今作では、自らの悪巧みのために事件に巻き込まれ、生き残るためにプレイヤーとして渋々冒険に同伴する。
スージー（声：こおろぎさとみ）
銀河スカウトに所属し、ヒーローに憧れている好奇心旺盛なサーポッド族の女の子。両親を「エフェメリス」の攻撃によって亡くし、孤児となってしまった。
サーポッド族の長老
孤児となったスージーの親代わりをしている心優しい老人。惑星マグナスの救済をラチェット達に依頼する。
ドクタークロイド（声：緒方賢一）
かつては天才科学者としてある研究を行い、人々の尊敬を集めていたが、信頼していた1番弟子に裏切られた上、惑星マグナスの危機の原因を作ってしまったことに責任を感じ、塞込むあまり頭が少々おかしくなってしまった。
クロック＆ゼファー（声：樫井笙人/青山穣）
「FUTURE」シリーズに登場した銀河大戦の英雄コンビだが歳のせいか今はややボケ気味。今回はナビゲーターとして活躍する。
ローレンス（声：福田信昭）
ネファリウスの執事ロボット。序盤で早々にネファリウスを置いて逃げ出したため、今作では出番がない。
ガーディアン
ドクタークロイドが発明した巨大ロボット。ラチェット達が操縦してステージで活躍する。
スポッグ司令官
ミニオンを指揮するエフェメリスの司令官にして今作の事件の首謀者に仕える巨大な世話役ロボット。
造られたばかりの頃はやる気に満ち溢れていたが最近は年老いて、使えない部下を詰りながら渋々仕事をこなし、早く引退したいと考えている。
デカケツ親父（声：宝亀克寿）
なぜか惑星マグナスに登場するケツのデカい親父。
ニーボ
今作の黒幕。ミニオンやエフェメリスを操り、銀河中の生物やロボットを集め惑星マグナスを危機に陥れた。

## ラチェット&クランク INTO THE NEXUS

### 特徴
「NEXUS（絆）」という名を冠すとおり、家族・兄弟の絆が描かれる。

### ストーリー
ラチェットとクランクは巨大なシップで凶悪な犯罪者宇宙魔女ヴェンドラを刑務所へと移送中、サッグ商会を率いたヴェンドラの双子の弟ネフティンの襲撃に遭う。

### キャラクター
ラチェット（声：津村まこと）
伝説の種族「ロンバックス」の最後の生き残り。
クランク（声：大川透）
ラチェットの相棒。
タルウィン・アポジー（声：黒河奈美）
著名な探検家の娘。今作ではポララ銀河防衛軍の司令官として登場。
クロック＆ゼファー
2人ともかつて銀河大戦で戦った兵士。相変わらずボケている。
キャプテン・クォーク（声：乃村健次）
ヒーロー。クロックとゼファーの死を嘆いていた。
スマッグラー（声：白熊寛嗣）
密輸業者。相変わらずパロットと仲が悪い。
デカケツ親父（声：宝亀克寿）
今回ではRYNOの設計図を渡すと組み立ててくれる。
ヴェンドラ・プローグ（声：伊瀬茉莉也）
ネザーという種族の凶悪な犯罪者。通称として宇宙魔女と呼ばれている。
ネフティン・プローグ（声：楠大典）
ヴェンドラの双子の弟。暴走する姉に従って悪事を働いているが、ラチェットとの約束を守るなど義理堅い性格。
ミスター・アイ
巨大なネザー。彼の自由のために奔走し我を失って暴走するヴェンドラだったが…

### ガラメカ
オムニブラスター
初期武器。前方にエネルギーブラストを射出する近距離向け武器。レベルアップすると「デュアルオムニブラスター」となり、二口で発射される。
フュージョンボム
初期武器。狙ったところにボムを投げ爆発させる。レベルアップすると「フュージョンブラスト」となり、爆発時に周囲に燃え広がるボールを撒く。
タイムストッパー
ゾニーの力を使い、命中した敵の動きを一時的に止めることができる。その代わり威力は低い。レベルアップすると「クアンタムリパルサー」となり、停止する時間が長くなる。
ナイトメアボックス
発射するとびっくり箱のように登場し、周囲の敵を驚かせ一時的に止めることができる。以後は壊れるまで囮として攻撃を受けてくれる。レベルアップすると「テラライザー」として自らも攻撃するようになる。
ミスターズーコン
Futureシリーズに登場するズーコンシリーズの再登場。レベルが上がると息子の「リトルズーコン」、さらに上がると妻の「ママズーコン」も登場し、最大3体が同時に登場する「ズーコンファミリー」となる。
ウインターマシーン
敵に発射すると次第に動きが遅くなり、最終的に雪だるまやプレゼントボックスに変えて無力化することができる。レベルアップすると「ブリザーマティック」となり、雪だるまに変えた敵の近くにまだ敵がいる場合は、その敵も雪だるまにすることができる。
ネザーブレード
Futureシリーズのバズブレイドに似た武器。別次元からネザーを発射して攻撃する。レベルアップすると「プローグブレード」となり、連射力が上がる。
プラズマストライカー
Future2に登場した武器。スナイパーライフルの如く狙いを付けて攻撃する。スコープで覗いたときに出る赤い急所を撃つと通常よりも多くダメージを与えることができる。レベルアップで「プラズマスレイヤー」となり、さらに威力がアップする。
トルネードボム
Future2の「ブラックホーラー」に似た武器。射出したボムの近くにいた敵を引き寄せて拘束、効果が切れた際に爆発しダメージを与える。レベルアップすると「シンギュラリティボム」となり、ブラックホーラー同様、効果切れの際は次元の彼方に消し去る。
ウォーモンガー
オールフォーワンから登場した武器。高威力のロケットを発射する。レベルアップすると「ピースメーカー」となり、さらに威力がアップする。
RYNOナンバーⅦ
恒例の隠し武器。今回も高威力高弾数高射出速度を誇る。レベルアップすると「RYNOⅦエクストリーム」となり、さらに弾数がアップ。使い方次第ではこの武器のみでラスボスを倒すことも可能。ただし、手に入れるためにはエリア内に散らばった設計図を全て集めた上である人物に会わなければならない。

### ステージ
チュートリアルステージであるネブロックス・セブンと惑星イグリアク以外の惑星は「ザーコフ・セクター」に属している。
セルリアン・セクター
囚人護送艦「ネブロックス・セブン」
最初のステージ。ラチェット達が艦長を務める護送艦で、逮捕後に冷凍睡眠状態にされたヴェンドラをヴァルタックス刑務所に送り届けるために航行中、ネフティンが雇った荒くれ者集団「サッグ商会」の艦隊に目をつけられる。

ザーコフ・セクター
惑星イェレック
ネブロックス崩壊後に強制的に訪れることとなるステージ。
危険度「α9(ゴースト出没注意)」に設定されている惑星で、住人は退去してしまっている。プローグ姉弟に誘拐されたテラクノイド「ポリックス」が研究施設にしている「アゼリル洞窟」や、過去にヴェンドラたちが暮らしていた廃墟「ミーロ児童院」がある。
惑星クラッグ
サッグ商会主催のバトルアリーナ「デストラクタパローザ」が開催されている。
惑星サイロックス
薄暗い大都市が舞台のステージ。ヴェンドラが呼び寄せたネザー達を危惧して都市全体に避難勧告が出ている。近々市長選挙があるらしく、現職のガンブルブリック氏は市民に惑星外への避難を促しながら「私に清き一票を」といった演説を交えている。
惑星セラム
巨大な樹木が群生する、大自然にあふれた惑星。
主に探索することとなる「ハゲロー沼地」は原生生物がたくさん棲み付いており、なかでも非常に危険な大型モンスター「ガーガソン」の角は高値で取引されている。
プラクサス・セクター
惑星イグリアク
最終ステージ。「FUTURE」に登場した「惑星イグリアック」とは同一の惑星。
「銀河歴史博物館」には、ポララ銀河の歴史に関係したジオラマや模型などの資料のほか、シリーズ歴代の悪役やヒーロー（クォークは除く）の銅像が展示されており、「ツアーボット」と呼ばれるガイドロボットによる音声ガイドを聞くことができる。

## ラチェット&クランク 銀河★最強トライスターパック
この作品は2014年にDL版ソフト「ラチェット&クランク FUTURE外伝 海賊ダークウォーターの秘宝」、「ラチェット&クランク 銀河戦隊Qフォース」、「ラチェット&クランク INTO THE NEXUS」の三本がプレイできる日本でのみ発売されたディスク限定ソフトである。海外では三作品がすべて個別のディスクで販売されたが、日本ではディスク版がスルーされ、三本をすべてまとめた内容として発売された事でプレミアソフトとなっている。

## 携帯電話アプリ
SCEJモバイルサイトで2007年3月1日から、携帯電話向けアプリゲーム『ラチェット&クランク デジタル銀河の大脱出!』がiアプリ、S!アプリ、BREWで配信されている。iアプリ版はFOMA 900i・901i・902i・903iシリーズ（一部機種を除く）、S!アプリ版は256K/3GC端末、BREW版はauのWIN端末（BREW 3.1）に対応。iアプリ版はサイトの利用料も含めて月額315円（税込）、S!アプリ版とBREW版は1アプリ売り切り420円（税込）で購入できる。

## 漫画作品
ラチェット&クランク ガガガ!銀河のがけっぷち伝説
『ラチェット&クランク』シリーズを題材としたのむらしんぼのギャグ漫画。
ラチェット&クランク 爆裂ギャグ銀河!!!
『クランク&ラチェット ㊙ミッションイグニッション!』を題材としたコーヘーの読みきりギャグ漫画。

## 他作品との関連
『ジャック×ダクスター』シリーズや『サルゲッチュ』シリーズなど、他のゲームシリーズのキャラクターが『ラチェット&クランク』シリーズに登場することもある。
- ラチェット&クランク2 ガガガ!銀河のコマンドーっす
  - ゲーム本編前のデモムービー中、ラチェットが『ジャック×ダクスター 旧世界の遺産』、『ジャック×ダクスター2』、『怪盗スライ・クーパー』のゲームで遊んでいる。
  - 「プラネット エンダコー」のクランクのマンションにあるモニターにジャック×ダクスターシリーズのジャックとダクスターが映っている。
  - 「プラネット ダモーセル」にある銀行周辺に、ジャックとダクスターが描かれた看板が2カ所に設置されている。
  - 「プラネット ダモーセル」でリモコナイザーを入手した際、ラチェットとクランクが『ジャック×ダクスター 旧世界の遺産』におけるジャックとダクスターのダンスのまねをする（BGMも同じ）。
- ラチェット&クランク3 激突!ガラクチック★レンジャーズ
  - パスワード入力で、サルゲッチュシリーズのピポサルの格好をしたピポサルラチェットに変身できるようになる。
- ラチェット&クランク4th ギリギリ銀河のギガバトル
  - 「ふくそうシステム」のなかに、ピポサルとジャックのふくそうがある（ジャックは協力プレイ専用）。
  - 「マルチたいせん」モードのセレクトキャラクターにジャックがいる。

### ゲスト出演作品
- ジャック×ダクスター2 - 2003年（Jak II）
  - 作中の主要舞台であるヘブンシティのあるエリアにラチェットとクランクが描かれた看板が存在する。
- みんなのGOLF4 - 2004年（Hot Shots Golf Fore!）
  - ラチェットが操作キャラクターとして、クランクがキャディーとして登場している（北米版など。日本版には未収録）。
- ガチャメカスタジアム サルバト〜レ
  - ハイテクオリンピア編のステージ中に、ラチェットとクランクが映るウィンドウが紛れ込んでいる。また、タイトル画面で待機すると、『ラチェット&クランク3 突撃!ガラクチック・レンジャーズ』の特報が流れることがある。
- 怪盗スライ・クーパー2 - 2004年（Sly 2: Band of Thieves）
  - ラチェットとクランクが描かれたポスターが登場する。
- Jak 3（英語版） - 2004年（Jak 3）※PS2版は日本未発売
  - 作中に登場する都市ヘブンシティ内にあるガンアクションのトレーニングコース内にラチェットとクランクが市民として登場している。
- サルゲッチュ3 - 2005年（Ape Escape 3）
  - パスワードを入力することで、「ラチェットサル」と『ラチェット&クランク4th ギリギリ銀河のギガバトル』の特報ムービーテープが登場する。
- Jak X** Combat Racing - 2005年 ※日本未発売
  - ラチェットがレーサーとして出演している。
- Daxter - 2006年 ※日本未発売
  - 主人公が着用可能なラチェットとクランクのお面が登場する。
- RESISTANCE〜人類没落の日〜 - 2006年（Resistance: Fall of Man）
  - シークレットで味方キャラクターがクランク型のバックパックやオムレンチを装備する。
- サルゲッチュ ピポサルレーサー - 2006年
  - シークレットで、ラチェットの格好をしたピポサルがレーサーとして登場する。
- RESISTANCE2 - 2008年（Resistance 2）
  - シークレットでクランク型のバックパックを装備することができる（オンライン時）。
- PlayStation Home - 2009年
  - 『ラチェット&クランク FUTURE2』をテーマとしたラウンジが設置されている。
- ModNation 無限のカート王国 - 2010年（ModNation Racers）
  - PlayStation Storeで追加レーサーとしてラチェットとクランクをダウンロードできる。
- リトルビッグプラネット2 - 2011年（LittleBigPlanet 2）
  - 初回生産分のみラチェットとクランクのコスチュームをダウンロードできる。
- ガチンコヒーローズ - 2011年（PlayStation Move Heroes）
  - 『ラチェット&クランク』、『ジャック×ダクスター』、『怪盗スライ・クーパー』のクロスオーバー作品。
- プレイステーション オールスター・バトルロイヤル - 2012年（PlayStation All-Stars Battle Royale）
  - 上記に加え、『パラッパラッパー』、『サルゲッチュ』などとのクロスオーバー作品。

## ゲーム以外のカメオ登場
- インベージョン - 2007年公開のSF映画（The Invasion）
  - 作中でオリバーとその友達が『ラチェット&クランク5』をプレイしている。
- モール★コップ - 2009年公開のコメディ映画（Paul Blart** Mall Cop）
  - 作中に登場するゲームストアに『ラチェット&クランク FUTURE』のポスターが登場する。